# 张建敏
张建敏（1970年3月—），男，浙江杭州人，中华人民共和国外交官，曾任中华人民共和国驻捷克共和国特命全权大使。
张建敏大学毕业于上海外国语学院，之后进入外交部，并在北京外国语学院联合国译训部学习同声传译。他长期在外交部翻譯司工作，曾为江泽民、胡锦涛、李鹏、朱镕基、温家宝等党和国家领导人担任英文翻译。有媒体将他与朱彤、许晖称为中国外事翻译“三剑客”。他还曾在中國駐美國大使館和外交部新闻司担任參贊。2018年，张建敏出任驻捷克大使，期间中捷關係出现争端，包括布拉格市长茲德涅克·賀吉普接见西藏流亡政府人士，布拉格市因一个中国原则问题断绝与北京市、上海市的友好城市关系；捷克參議院議長柯佳洛和继任的米洛什·维斯特奇尔主张访问台湾，前者猝逝未能成行，后者完成了访问。

## 生平

### 早年
张建敏生于浙江省杭州市城北的一个普通工人家庭，他的父母都在杭州第一绵纺织厂上班。张建敏儿时家庭经济困难，有时候需要工厂的互助金才得以度日。中学时代，他就读于杭州外国语学校。1986年，张建敏高中毕业，考上上海外国语学院。1990年，大学毕业之际，他参加了复旦大学研究生招生考试，随后又参加了联合国译员训练部的招生考试，被联合国译员班录取。联合国译员训练部是中华人民共和国政府同联合国合作的项目，由北京外国语学院承办。据报道，当年译员班仅招收了三名学生。他由此进入外交系统。

### 进入外交部
1990年8月，张建敏加入外交部翻译室。1991年9月至1993年7月，他在北京外国语学院联合国译训部学习同声传译。培训结束后，他回到外交部翻译室，在英文处工作。从科员开始，他依次升为随员、三等秘书、二等秘书。期间，他在1998年9月至1999年7月到英国伦敦经济学院学习，取得国际关系硕士学位。2000年，他升任外交部翻译室副处长。后来，他又升为翻译室培训处处长、英文处处长。2004年，他被任命为外交部翻译室副主任。期间，他还担任了第十届中华全国青年联合会委员。2009年，张建敏被派往中国驻美国大使馆担任参赞。2011年，他返回中国大陆，在外交部新闻司担任参赞。2013年，他回到外交部翻译室，担任主任。2015年，翻译室更名翻译司，张建敏继续担任司长至2018年。
加入外交部后，张建敏多次在重大场合担任翻译。他曾经为多名党和国家领导人担任英文翻译。1995年，江泽民访问美国纽约，会见美国总统比爾·克林顿，张建敏当时是中方的翻译。1997年中国共产党第十五届中央委员会第一次全体会议后，中共中央总书记江泽民带领新一届中共中央政治局常委接见中外媒体，张建敏担任英文翻译。他还曾作为中共中央总书记兼国家主席胡锦涛、国务院总理李鹏、朱镕基、温家宝的英文翻译。有媒体将张建敏、朱彤、许晖称作中国外事翻译“三剑客”。

### 驻捷克大使
2018年，张建敏被任命为中华人民共和国驻捷克大使，接替退休的马克卿。9月10日，他抵达捷克首都布拉格，次日递交国书副本，13日向捷克总统米洛什·泽曼递交国书。张建敏出任驻捷克大使之前，中共中央总书记兼中国国家主席习近平在2016年3月访问捷克，将双边关系升级为战略伙伴关系。当时，捷克总统米洛什·泽曼超规格接待了习近平。访问期间，中华人民共和国首都北京市同捷克首都布拉格市缔结了友好城市关系。有媒体评论称，这次访问标志着中华人民共和国与捷克的关系进入了蜜月期。然而，张建敏出任大使后，中捷双边关系出现了争端。
2018年11月，捷克海盜黨党员茲德涅克·賀吉普就任布拉格市长。两个月后，张建敏参加布拉格市政厅新年招待会时，发现臺灣的中華民國駐捷克代表也受邀参会。张建敏认为招待会邀请的是外交使团，邀请台湾代表参会违反一个中国原则，要求賀吉普赶走台湾代表。賀吉普拒绝了要求，张建敏愤而离场。2019年3月，賀吉普接见了西藏流亡政府司政洛桑森格，并在布拉格市政厅升起雪山狮子旗表示支持西藏独立。賀吉普主张协商删去北京市与布拉格市姊妹城市协议中“尊重一个中国原则”、“承认台湾属于中国不可分割的一部分”的条款。总统泽曼谴责布拉格市议会这一做法破坏中捷关系、伤害捷克国家利益。布拉格爱乐乐团原定2019年秋天到中国大陆多个城市演出。媒体称，中华人民共和国政府要求乐团公开发表声明反对賀吉普，遭到拒绝，随后取消了乐团的巡演。之后，北京市、上海市均解除了与布拉格的友好城市关系，賀吉普与臺北市市长柯文哲签订协议缔结友好城市关系。
2019年10月，捷克參議院議長柯佳洛受邀参加駐捷克臺北經濟文化辦事處舉辦的雙十國慶宴会时，承諾將於2020年中華民國總統選舉後訪問台灣。柯佳洛的台灣之旅并未成行。2020年1月20日，柯佳洛突发心脏病猝死。2020年2月，媒体披露，中华人民共和国驻捷克大使馆在2020年1月10日向捷克总统府发去一封信，反对柯佳洛访问台灣。信中说，如果柯佳洛执意访问台湾，在中国大陆有经济利益的捷克企业将为此付出代价；信中提到，中国大陆是斯柯达汽车、捷信集团、佩卓夫钢琴的第一大海外市场。捷克总理安德烈·巴比什随后表示，这是一封令人无法接受的威胁信，中华人民共和国政府应该另选他人担任驻捷克大使。3月11日，捷克总统、参议院议长、众议院议长、总理发表联合声明，谴责中华人民共和国采用威胁手段干预捷克对外政策。4月26日，柯佳洛的遺孀和女儿接受电视采访时声称捷克总统泽曼与中华人民共和国驻捷克大使馆向柯佳洛施压、阻止他访问台湾，总统和使馆的行为是柯佳洛猝死的主要原因。柯佳洛的家人称，他们在柯佳洛的手提箱中找到分别来自捷克總統府和中华人民共和国使館的两封信，两封信都威胁柯佳洛，要他放弃访问台湾的计划。柯佳洛的遺孀和女儿称，柯佳洛1月14日参加总统府新年宴会回家后心神不定、性情大变。柯佳洛的遺孀称，柯佳洛1月17日参加中华人民共和国大使馆的农历新年宴会时，张建敏同他进行了一次令人不快的单独会谈，向他施壓；张建敏威胁，如果他坚持访问台湾，将想办法把他撤换掉。柯佳洛的女儿说，医生诊断他在1月17日或18日突发心肌梗死，可见他当时承受着很大的心理压力。张建敏接受捷克《议会报》采访时回应称，他确实在1月17日同柯洛佳单独谈话，但这次谈话是双方提前约定好的，谈话非常平和。后来的报道称，中华人民共和国大使馆是应捷克总统府办公厅主任弗拉季斯拉夫·米纳日的要求，才向柯洛佳发出威胁信。有分析人士称，米纳日等亲华派与捷信集团母公司派富集团关系紧密；派富集团在中国大陆有很多商业利益，因此需要维护双边关系。分析称，真正向柯洛佳施压的是捷克国内的亲华派，而非中华人民共和国政府。
接替柯佳洛担任捷克参议院议长的米洛什·维斯特奇尔同样主张访问台湾。2020年5月，捷克参议院通过决议，支持议长访台。总统泽曼不支持维斯特奇尔访台。8月底，维斯特奇尔抵达台湾访问。8月31日，中华人民共和国国务委员兼外交部长王毅称，挑战一个中国原则，就是「与14亿中国人为敌」，必将付出沉重代价。中华人民共和国外交部並就此事召见捷克大使，提出严正交涉；中华人民共和国外交部欧洲司、驻捷克大使馆也分别提出严正交涉。捷克外交部长托马什·佩特日切克宣布召见张建敏，认为王毅的言论超出了界限。

### 驻旧金山总领事
2022年5月，接替王东华出任中华人民共和国驻旧金山总领事。

## 家庭
张建敏已婚，有一个儿子。